# Адміністративний устрій Прилуцького району
Адміністративний устрій Прилуцького району — адміністративно-територіальний поділ Прилуцького району Чернігівської області на 2 селищні громади, 1 сільську громаду, 1 селищну та 11 сільських рад, які об'єднують 99 населених пунктів та підпорядковані Прилуцькій районній раді. Адміністративний центр — місто обласного значення Прилуки, що до складу району не входить.

## Список громадПрилуцького району(з 2017) року
| № | Назва                             | Центр           | Населені пункти | Площа км² | Місце за площею | Населення (2001), чол. | Місце за населенням | Розташування |
| - | --------------------------------- | --------------- | --- | --------- | --------------- | ---------------------- | ------------------- | ------------ |
| 1 | Линовицька селищна громада        | смт Линовиця    | смт Линовиця c. Бубнівщина c. Даньківка с. Лутайка с. Мокляки с. Мохнівка c. Нова Гребля с. Нетягівщина с. Онищенків с. Стасівщина |           |                 |                        |                     |              |
| 2 | Малодівицька селищна громада      | смт Мала Дівиця | c. Велика Дівиця c. Дмитрівка с. Заудайка смт Мала Дівиця с. Клеці с. Новий Лад c. Обичів с. Перше Травня c. Петрівка с. Радьківка с. Світанкове c. Товкачівка с. Шевченка |           |                 |                        |                     |              |
| 3 | Сухополов'янська сільська громада | с. Сухополова   | с. Бажанівка с. Білещина c. Білорічиця с. Боротьба с. Високе с. Густиня с. Димирівка c. Дідівці c. Заїзд c. Замістя с. Зарудка с. Заудаївське c. Знам'янка с. Єгорівка c. Канівщина с. Капустенці c. Колісники с. Кроти с. Ладівщина с. Левки с. Лісове c. Лісові Сорочинці c. Мазки c. Малківка с. Манжосівка с. Маціївка с. Миколаївка c. Нетяжино с. Нова Тарнавщина с. Оникіївка c. Охіньки c. Переволочна с. Петрівське с. Пирогівці c. Піддубівка c. Погреби с. Покрівка с. Полова с. Пологи с. Приозерне с. Пручаї c. Рудівка c. Ряшки c. Смош с. Стрільники c. Сухополова с. Сухоставець с. Сухоярівка с. Тарасівка с. Тихе с. Ярова Білещина |           |                 |                        |                     |              |

## Список радПрилуцького району(з 2017 року)
| №  | Назва                        | Центр          | Населені пункти                                 | Площа км² | Місце за площею | Населення (2001), чол. | Місце за населенням | Розташування |
| -- | ---------------------------- | -------------- | ----------------------------------------------- | --------- | --------------- | ---------------------- | ------------------- | ------------ |
| 1  | Ладанська селищна рада       | смт Ладан      | смт Ладан с.Подище                              | 99,14     | 1               | 7731                   | 1                   |              |
| 2  | Білошапківська сільська рада | c. Білошапки   | c. Білошапки с. Запереводське                   | 47,32     | 16              | 623                    | 25                  |              |
| 3  | Богданівська сільська рада   | c. Богданівка  | c. Богданівка с. Глинщина с. Тополя с. Турківка | 34,003    | 26              | 612                    | 26                  |              |
| 4  | Валківська сільська рада     | c. Валки       | c. Валки с. Боршна с. Мільки                    | 65,59     | 8               | 1230                   | 11                  |              |
| 5  | Дубовогаївська сільська рада | c. Дубовий Гай | c. Дубовий Гай                                  | 38,21     | 21              | 867                    | 17                  |              |
| 6  | Івковецька сільська рада     | c. Івківці     | c. Івківці с. Голубівка                         | 68,898    | 7               | 2208                   | 5                   |              |
| 7  | Ковтунівська сільська рада   | c. Ковтунівка  | c. Ковтунівка                                   | 30,573    | 30              | 504                    | 33                  |              |
| 8  | Краслянська сільська рада    | c. Красляни    | c. Красляни с. Лиски с. Рибці                   | 58,667    | 10              | 916                    | 15                  |              |
| 9  | Крутоярівська сільська рада  | c. Крутоярівка | c. Крутоярівка                                  | 20,247    | 39              | 238                    | 41                  |              |
| 10 | Сергіївська сільська рада    | c. Сергіївка   | c. Сергіївка с. Сухоліски                       | 72,93     | 4               | 922                    | 14                  |              |
| 11 | Удайцівська сільська рада    | c. Удайці      | c. Удайці с. Полонки                            | 51,199    | 15              | 1048                   | 12                  |              |
| 12 | Яблунівська сільська рада    | c. Яблунівка   | c. Яблунівка с. Яблунівське                     | 72,178    | 5               | 1591                   | 7                   |              |

## Список радПрилуцького району(до 2017 року)
| №  | Назва                           | Центр               | Населені пункти                                                    | Площа км² | Місце за площею | Населення (2001), чол. | Місце за населенням | Розташування |
| -- | ------------------------------- | ------------------- | ------------------------------------------------------------------ | --------- | --------------- | ---------------------- | ------------------- | ------------ |
| 1  | Ладанська селищна рада          | смт Ладан           | смт Ладан с.Подище                                                 | 99,14     | 1               | 7731                   | 1                   |              |
| 2  | Линовицька селищна рада         | смт Линовиця        | смт Линовиця                                                       | 37,974    | 22              | 2984                   | 2                   |              |
| 3  | Малодівицька селищна рада       | смт Мала Дівиця     | смт Мала Дівиця с. Клеціс. Новий Ладс. Перше Травняс. Шевченка     | 82,194    | 2               | 2619                   | 3                   |              |
| 4  | Білорічицька сільська рада      | c. Білорічиця       | c. Білорічиця с. Бажанівка с. Боротьба с. Димирівка                | 65,26     | 9               | 1315                   | 9                   |              |
| 5  | Білошапківська сільська рада    | c. Білошапки        | c. Білошапки с. Запереводське                                      | 47,32     | 16              | 623                    | 25                  |              |
| 6  | Богданівська сільська рада      | c. Богданівка       | c. Богданівка с. Глинщина с. Тополя с. Турківка                    | 34,003    | 26              | 612                    | 26                  |              |
| 7  | Бубнівщинська сільська рада     | c. Бубнівщина       | c. Бубнівщина                                                      | 36,22     | 24              | 311                    | 38                  |              |
| 8  | Валківська сільська рада        | c. Валки            | c. Валки с. Боршна с. Мільки                                       | 65,59     | 8               | 1230                   | 11                  |              |
| 9  | Великодівицька сільська рада    | c. Велика Дівиця    | c. Велика Дівиця                                                   | 26,133    | 8               | 587                    | 32                  |              |
| 10 | Даньківська сільська рада       | c. Даньківка        | c. Даньківка с. Нетягівщина с. Онищенків с. Стасівщина             | 17,99     | 41              | 564                    | 30                  |              |
| 11 | Дідовецька сільська рада        | c. Дідівці          | c. Дідівці с. Єгорівка с. Манжосівка                               | 30,076    | 31              | 2366                   | 4                   |              |
| 12 | Дмитрівська сільська рада       | c. Дмитрівка        | c. Дмитрівка с. Світанкове                                         | 21,051    | 31              | 661                    | 4                   |              |
| 13 | Дубовогаївська сільська рада    | c. Дубовий Гай      | c. Дубовий Гай                                                     | 38,21     | 21              | 867                    | 17                  |              |
| 14 | Заїздська сільська рада         | c. Заїзд            | c. Заїзд с. Петрівське с. Тихе                                     | 55,447    | 12              | 1311                   | 10                  |              |
| 15 | Замостянська сільська рада      | c. Замістя          | c. Замістя с. Густиня с. Капустенці с. Маціївка                    | 39,63     | 20              | 1346                   | 8                   |              |
| 16 | Знам'янська сільська рада       | c. Знам'янка        | c. Знам'янка с. Зарудка                                            | 30,78     | 29              | 504                    | 32                  |              |
| 17 | Івковецька сільська рада        | c. Івківці          | c. Івківці с. Голубівка                                            | 68,898    | 7               | 2208                   | 5                   |              |
| 18 | Канівщинська сільська рада      | c. Канівщина        | c. Канівщина с. Кроти с. Сухоставець                               | 53,279    | 14              | 587                    | 29                  |              |
| 19 | Ковтунівська сільська рада      | c. Ковтунівка       | c. Ковтунівка                                                      | 30,573    | 30              | 504                    | 33                  |              |
| 20 | Колісниківська сільська рада    | c. Колісники        | c. Колісники с. Левки                                              | 22,389    | 35              | 360                    | 37                  |              |
| 21 | Краслянська сільська рада       | c. Красляни         | c. Красляни с. Лиски с. Рибці                                      | 58,667    | 10              | 916                    | 15                  |              |
| 22 | Крутоярівська сільська рада     | c. Крутоярівка      | c. Крутоярівка                                                     | 20,247    | 39              | 238                    | 41                  |              |
| 23 | Лісовосорочинська сільська рада | c. Лісові Сорочинці | c. Лісові Сорочинці с. Стрільники                                  | 34,675    | 25              | 605                    | 27                  |              |
| 24 | Мазківська сільська рада        | c. Мазки            | c. Мазки с. Приозерне с. Ладівщина                                 | 19,6      | 40              | 301                    | 39                  |              |
| 25 | Малківська сільська рада        | c. Малківка         | c. Малківка с. Сухоярівка                                          | 20,82     | 38              | 722                    | 21                  |              |
| 26 | Нетяжинська сільська рада       | c. Нетяжино         | c. Нетяжино с. Нова Тарнавщина с. Покрівка                         | 33,137    | 28              | 455                    | 34                  |              |
| 27 | Новогребельська сільська рада   | c. Нова Гребля      | c. Нова Гребля с. Лутайка с. Мокляки с. Мохнівка                   | 24,84     | 33              | 376                    | 36                  |              |
| 28 | Обичівська сільська рада        | с. Обичів           | с. Обичів с. Заудайка с. Радьківка                                 | 54,424    | 33              | 807                    | 36                  |              |
| 29 | Охіньківська сільська рада      | c. Охіньки          | c. Охіньки с. Пручаї                                               | 33,76     | 27              | 758                    | 20                  |              |
| 30 | Переволочнянська сільська рада  | c. Переволочна      | c. Переволочна                                                     | 24,524    | 34              | 689                    | 22                  |              |
| 31 | Петрівська сільська рада        | с. Петрівка         | с. Петрівка                                                        | 21,872    | 34              | 447                    | 22                  |              |
| 32 | Піддубівська сільська рада      | c. Піддубівка       | c. Піддубівка с. Пологи с. Тарасівка                               | 39,876    | 19              | 272                    | 40                  |              |
| 33 | Погребівська сільська рада      | c. Погреби          | c. Погреби с. Миколаївка                                           | 75,62     | 3               | 628                    | 24                  |              |
| 34 | Рудівська сільська рада         | c. Рудівка          | c. Рудівка                                                         | 71,18     | 6               | 926                    | 13                  |              |
| 35 | Ряшківська сільська рада        | c. Ряшки            | c. Ряшки с. Оникіївка                                              | 57,87     | 11              | 896                    | 16                  |              |
| 36 | Сергіївська сільська рада       | c. Сергіївка        | c. Сергіївка с. Сухоліски                                          | 72,93     | 4               | 922                    | 14                  |              |
| 37 | Смоська сільська рада           | c. Смош             | c. Смош с. Високе с. Заудаївське с. Лісове                         | 46,851    | 17              | 551                    | 31                  |              |
| 38 | Сухополов'янська сільська рада  | c. Сухополова       | c. Сухополова с. Білещина с. Пирогівці с. Полова с. Ярова Білещина | 43,707    | 18              | 1887                   | 6                   |              |
| 39 | Товкачівська сільська рада      | с. Товкачівка       | с. Товкачівка                                                      | 36,49     | 18              | 802                    | 6                   |              |
| 40 | Удайцівська сільська рада       | c. Удайці           | c. Удайці с. Полонки                                               | 51,199    | 15              | 1048                   | 12                  |              |
| 41 | Яблунівська сільська рада       | c. Яблунівка        | c. Яблунівка с. Яблунівське                                        | 72,178    | 5               | 1591                   | 7                   |              |

* Примітки: м. — місто, с-ще — селище, смт — селище міського типу, с. — село